# Austrosciara termitophila
Austrosciara termitophila är en tvåvingeart som beskrevs av Schmitz och Mjoberg 1924. Austrosciara termitophila ingår i släktet Austrosciara och familjen sorgmyggor. Inga underarter finns listade i Catalogue of Life.